# 黄扆禹
黄扆禹（1920年12月—），福建福州人，中华人民共和国政治人物。

## 生平
早年赴上海市，就读于国立同济大学附属中学，就读期间认识了中共党员郑挺，1937年8月淞沪会战后，日军占领上海，黄扆禹回到福州避难。此时中共正好派遣郑挺到福州工作，黄扆禹遂找到他，要求他介绍自己入党。11月，黄扆禹参加中共组织的抗敌后援会的宣传工作。1938年日军轰炸福州后，黄扆禹多次随市民上街游行。
1940年，黄扆禹赴闽北任闽江特委青年部部长兼南平中心县委书记，辗转大田、邵武等地工作。1942年夏，接任中共闽江特委书记。1947年初担任闽浙赣区委委员，1949年6月转任闽浙赣省委秘书长。
1949年8月中国人民解放军接管闽北地区后，黄扆禹任南平专区地委副书记，1954年6月任中共福建省委党校副校长。后于福建省各高校任职，1975年8月任福建省气象局局长、党组书记。1985年到中共福建省顾问委员会工作，1990年10月至1992年10月间主持省顾委工作。

## 家庭
妻子魏雪馨，同为中共党员，1942年2月与黄扆禹结婚。1947年被捕，1948年因拒不交代黄扆禹的行踪被国民党处决。